# Amyema quandang
Amyema quandang är en tvåhjärtbladig växtart som först beskrevs av Lindley, och fick sitt nu gällande namn av Tieghem. Amyema quandang ingår i släktet Amyema och familjen Loranthaceae. Utöver nominatformen finns också underarten A. q. bancroftii.